# So Tough
So Tough è il secondo album in studio del gruppo musicale britannico Saint Etienne, pubblicato nel 1993.

## Tracce
1. Mario's Cafe – 4:38
2. Railway Jam – 4:14
3. Date With Spelman – 0:18
4. Calico – 5:12
5. Avenue – 7:40
6. You're in a Bad Way – 2:43
7. Memo to Pricey – 0:23
8. Hobart Paving – 5:03
9. Leafhound – 4:05
10. Clock Milk – 0:14
11. Conchita Martinez – 4:02
12. No Rainbows for Me – 3:56
13. Here Come Clown Feet – 0:22
14. Junk the Morgue – 5:12
15. Chicken Soup – 0:33